# Resurrection EP
Resurrection, es el cuarto EP de la banda de metal industrial Fear Factory. Publicado el 14 de septiembre de 1998 por el sello Roadrunner Records.

## Versión estadounidense
| N.º | Título                                           | Duración |  |
| 1.  | «Resurrection» (Long Radio Edit)                 | 4:32     |  |
| 2.  | «0-0 (Where Evil Dwells)» (versión de Wiseblood) | 5:16     |  |
| 3.  | «Soulwound»                                      | 3:54     |  |

## Versión japonesa
| N.º | Título                          | Duración |  |
| 1.  | «Resurrection»                  | 6:35     |  |
| 2.  | «Cars» (escrita por Gary Numan) | 3:40     |  |
| 3.  | «Messiah»                       | 3:32     |  |
| 4.  | «Concreto»                      | 3:35     |  |

## Personal
- Burton C. Bell - voz
- Dino Cazares - guitarra
- Christian Olde Wolbers - bajo
- Raymond Herrera - batería
- Rhys Fulber - teclados, productor